# Сумкино (Тюменская область)
Сумкино — рабочий поселок (посёлок городского типа) в Тюменской области России. Относится как пгт к городским населённым пунктам на законодательном уровне, но Росстатом с 2009 года он учитывается как сельский населённый пункт.
Подчинён администрации г. Тобольск, входит в городской округ город Тобольск.
Население — 3357 чел. (2021).

## География
Расстояние до административного центра 24 км. Расстояние до ближайшей железнодорожной станции 28 км. Расстояние до федеральной трассы «Тюмень — Ханты-Мансийск» 4 км. В 2 км расположено село Ворогушино.

## История
Статус рабочего посёлка (посёлка городского типа) с 1959 года. С 2009 года Росстатом учитывается как сельский населённый пункт при сохранении статуса пгт на законодательном уровне.

## Население
| 1959  | 1970  | 1979  | 1989  | 2002  | 2009  | 2010  |
| ----- | ----- | ----- | ----- | ----- | ----- | ----- |
| 2709  | ↗4955 | ↗5849 | ↘5603 | ↘4213 | ↘4164 | ↘3889 |
| 2012  | 2013  | 2014  | 2015  | 2016  | 2017  | 2018  |
| ↘3755 | ↘3698 | ↘3635 | ↘3619 | ↘3585 | ↘3531 | ↘3455 |
| 2019  | 2020  | 2021  |       |       |       |       |
| ↘3385 | ↘3347 | ↗3357 |       |       |       |       |